# Howie Carl
Howard Hershey "Howie" Carl (Chicago, Illinois; 7 de septiembre de 1938 - Glenview, Illinois; 24 de octubre de 2005) fue un jugador de baloncesto estadounidense que disputó una temporada en la NBA. Con 1,75 metros de estatura, jugaba en la posición de base.

## Trayectoria deportiva

### Universidad
Jugó durante tres temporadas con los Blue Demons de la Universidad DePaul, en las que promedió 19,9 puntos por partido, acabando como segundo máximo anotador histórico de la universidad tras George Mikan.

### Profesional
Fue elegido en la quincuagésima posición del Draft de la NBA de 1961 por Chicago Packers, donde jugó una temporada como suplente de Slick Leonard, en la que promedió 5,5 puntos y 1,8 asistencias por partido.

## Estadísticas de su carrera en la NBA

### Temporada regular
| Temporada | Edad | Equipo          | Liga | P  | TIT | MIN  | TC  | TCA | %TC  | TL  | TLA | %TL  | R.OF. | R.DEF. | REB | ASIS | FP  | PTS |
| 1961-62   | 23   | Chicago Packers | NBA  | 31 |     | 12.3 | 2.2 | 6.5 | .333 | 1.2 | 1.6 | .706 |       |        | 1.3 | 1.8  | 1.3 | 5.5 |
| Total     |      |                 | NBA  | 31 |     | 12.3 | 2.2 | 6.5 | .333 | 1.2 | 1.6 | .706 |       |        | 1.3 | 1.8  | 1.3 | 5.5 |